# 小行星12014
小行星12014（12014 Bobhawkes）是一颗绕太阳运转的小行星，为主小行星带小行星。该小行星于1996年11月5日发现。

## 轨道参数
小行星12014的轨道半长轴为2.3897736 UA，离心率为0.158。